# DRB Tadjenanet
DRB Tadjenanet is een Algerijnse voetbalclub uit de stad Tadjenanet.

## Geschiedenis
De club werd opgericht in 1971. In 2015 promoveerde de club voor het eerst naar de hoogste klasse. In het eerste seizoen werd de club zevende. In 2019 degradeerde de club. 
USM Annaba ·
RC Arbaâ ·
OM Arzew · 
JSM Béjaïa · 
MO Béjaïa ·
A Bou Saâda ·
MC El Eulma ·
USM El Harrach ·
AS Khroub ·
Olympique Médéa ·
ASM Oran ·
RC Relizane ·
MC Saïda ·
JSM Skikda ·
DRB Tadjenanet ·
WA Tlemcen